# Dalma Mátéfi
Dalma Mátéfi, ungarisch: Mátéfi Dalma, (* 15. September 2000 in Szentes) ist eine ungarische Handballspielerin. Sie ist ungarische Nationalspielerin in der Disziplin Beachhandball und Erstligaspielerin im Hallenhandball.
2019 schloss die Tochter der früheren ungarischen Handball-Nationalspielerin Ilona Budai die Schule (Szent István Közgazdasági Szakgimnázium és Kollégiumba) ab.

## Hallenhandball
Dalma Mátéfi begann als Flügelspielerin, bevor sie ins Tor wechselte. Sie spielte seit der Saison 2013/14 für Martfűi VSE, seit 2015/16 für den Zweitligisten Szent István SE, mit dem sie 2019 in die erste Liga aufstieg, und seit 2020/21 für den Erstligisten Kisvárdai KC. Ein Zweitspielrecht hatte sie 2017/18 für Vecsési SE, 2018/19 für TFSE und 2019/20 für Hajdúnánás SK. 2015/16 bestritt sie ihre ersten Spiele in der zweiten und dritten ungarischen Liga. Bis zur Coronabedingten Einstellung der ersten Liga 2019/20 bestritt Mátéfi in ihrer ersten Saison alle 18 Partien. Zudem spielte sie bis einschließlich der Saison 2019/20 76 Zweitliga- und 44 Drittligaspiele. 2025 wechselte sie zum Erstligisten Moyra-Budaörs Handball.

## Beachhandball
Seit 2018 gehörte Mátéfi der Ungarischen Jugend-Nationalmannschaft an. Ihr erstes Turnier bestritt sie neben Gréta Hadfi bei den Junioren-Europameisterschaften 2018 in Montenegro. Das erste Spiel gegen Spanien wurde im Shootout verloren. Die drei folgenden Vorrundenspiele gegen die Schweiz, Italien und die Türkei wurden danach gewonnen, wobei Mátéfi in den beiden letzten Spielen nicht zum Einsatz kam. Im Viertelfinalspiel gegen Russland steuerte sie vier Punkte zum Sieg bei. Auch beim Halbfinalsieg gegen Portugal traf sie einmal zu zwei Punkten. Im Finale wurden die Niederlande geschlagen. Mátéfi wurde als beste Torhüterin des Turniers ausgezeichnet.

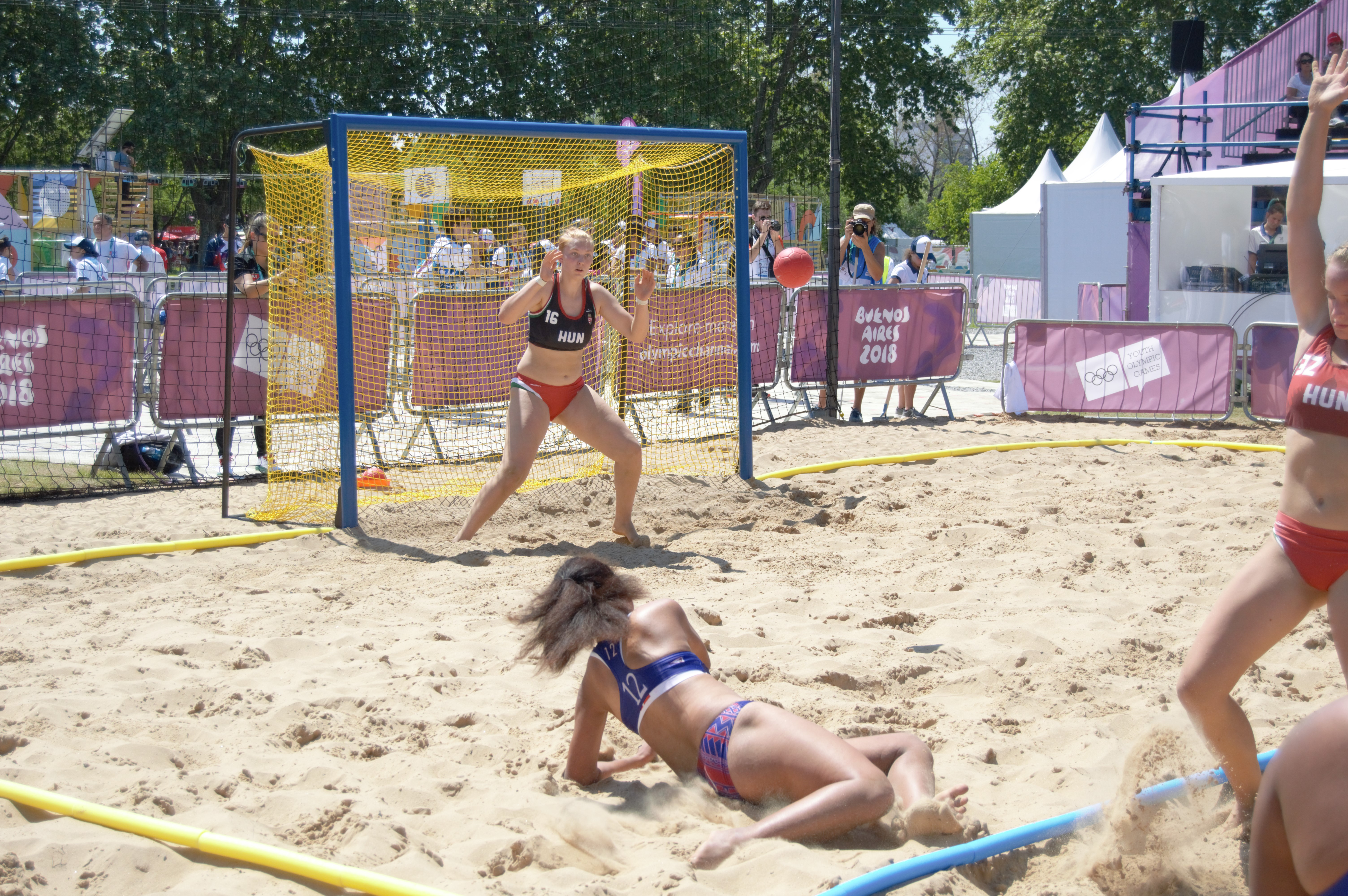
Mátéfi im Tor gegen Jasmine Liu aus Amerikanisch-Samoa beim ersten Spiel der Olympischen Jugendspiele 2018

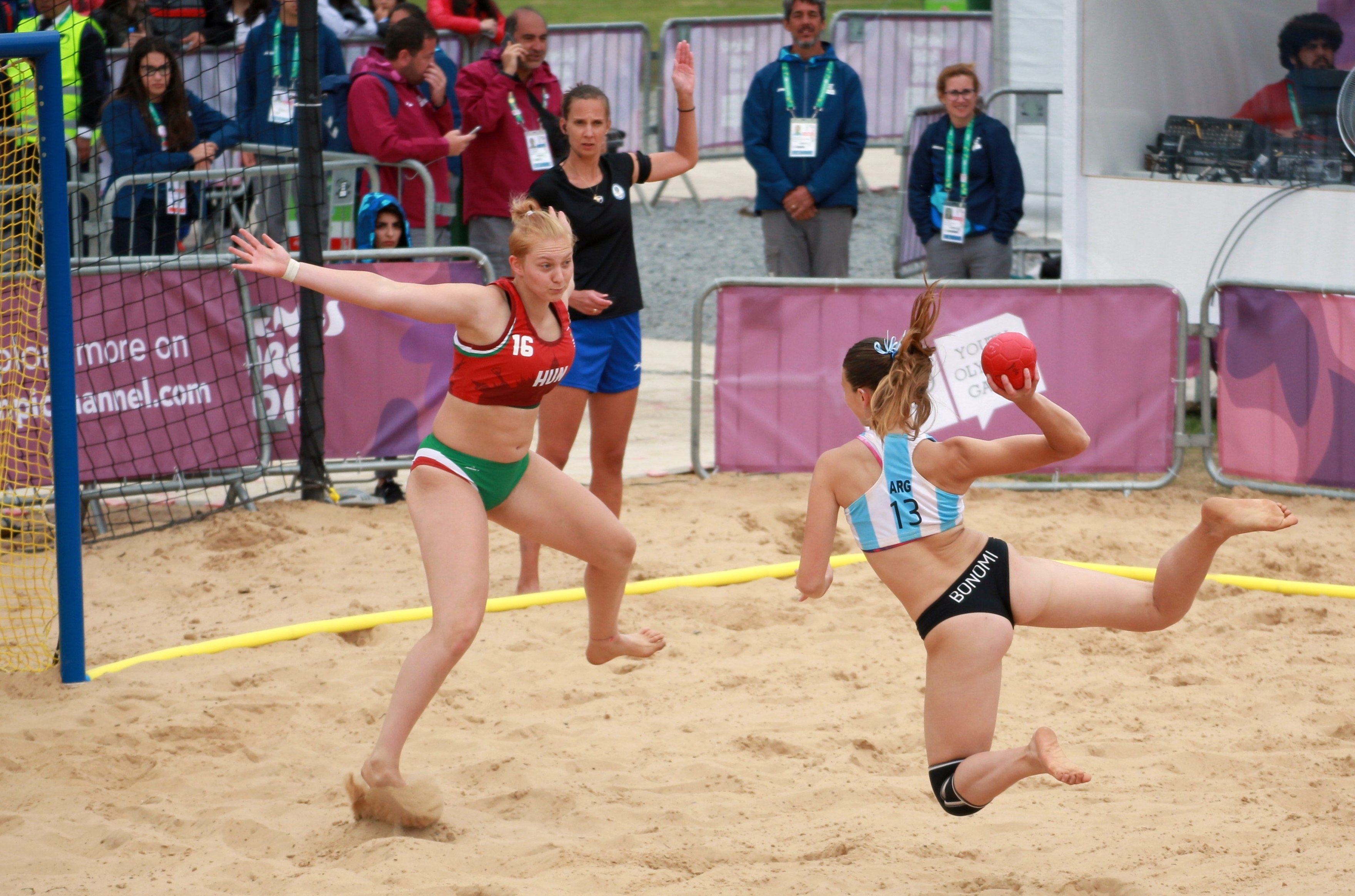
Mátéfi im Tor gegen die Argentinierin Gisella Bonomi im Hauptrundenspiel der Olympischen Jugendspiele 2018

Ein Jahr später gehörte Mátéfi erneut neben Hadfi zum Kader Ungarns für die Olympischen Jugendspiele 2018 in Buenos Aires, wo Beachhandball erstmals im Programm Olympischer Spiele stand. Schon gleich im ersten Spiel gegen Amerikanisch-Samoa gelang ein deutlicher Sieg. Auch gegen den zweiten großen Außenseiter des Turniers, Mauritius, gelang im nächsten Spiel ein deutlicher Sieg. Mátéfi zeigte in dem Spiel auch ihre Scorer-Qualitäten, erzielte sechs Punkte. Im dritten Spiel konnte Russland nach Shootout bezwungen werden, Mátéfi hielt ein Drittel der russischen Würfe. Beim 2-0-Sieg gegen die großen Konkurrenten um den Sieg in der Vorrunde, Kroatien, war Hadfi mit 40 % gehaltener Bälle überragende Spielerin, während Mátéfi das einzige Mal im Turnier keine nennenswerten Aktionen in einem Spiel zeigte. Auch das letzte Spiel der Vorrunde gegen Chinesisch Taipeh wurde mit 2-0 gewonnen. Auch in der Hauptrunde konnte die Erfolgsserie fortgesetzt werden und Paraguay wurde mit 2-0 geschlagen. Das nächste Spiel war gegen die Gastgeberinnen aus Argentinien und führte bis in den Shootout, in dem sich die Ungarinnen erstmals geschlagen geben mussten, obwohl sie in der Addition beider Durchgänge mit 38:31 Punkten eine deutlich bessere Quote aufzuweisen hatten. Gegen die Niederlande im finalen Hauptrundenspiel konnte sich Ungarn im Shootout durchsetzen und zog hinter den Niederlanden und vor Argentinien und Kroatien in die Halbfinalspiele ein. Hier unterlag Ungarn gegen die Gastgeberinnen im Shootout, obwohl die Ungarinnen in der Addition der Halbzeiten sogar einen Punkt mehr erzielt hatten. Wie auch schon im Spiel gegen die Niederlande erzielte Mátéfi in dem Spiel zwei Punkte. Zudem hielt sie in beiden Spielen wieder ein Drittel der gegnerischen Würfe. Im Spiel um den dritten Rang traf man erneut auf die Auswahl der Niederlande, die mit 2-0 geschlagen werden konnte. Auch wenn Mátéfi nur wenig Einsatzzeiten hatte, hielt sie in ihrer Spielzeit zwei Drittel der gegnerischen Würfe. Wie ihre Co-Torhüterin Gréta Hadfi interpretierte Mátéfi die Rolle der Torhüterin sehr offensiv und war nach dieser zweiterfolgreichste Punktejägerin unter den Torhüterinnen, hatte aber weniger Spielanteile als Hadfi. Die Bronzemedaille war die erste vergebene Medaille im Beachhandball im Olympischen Rahmen.
Seit 2019 gehört Mátéfi zum Kader der Ungarischen Beachhandball-Nationalmannschaft, nahm aber bislang noch an keinem Turnier teil.

## Erfolge
Olympische Jugendspiele
- 2018

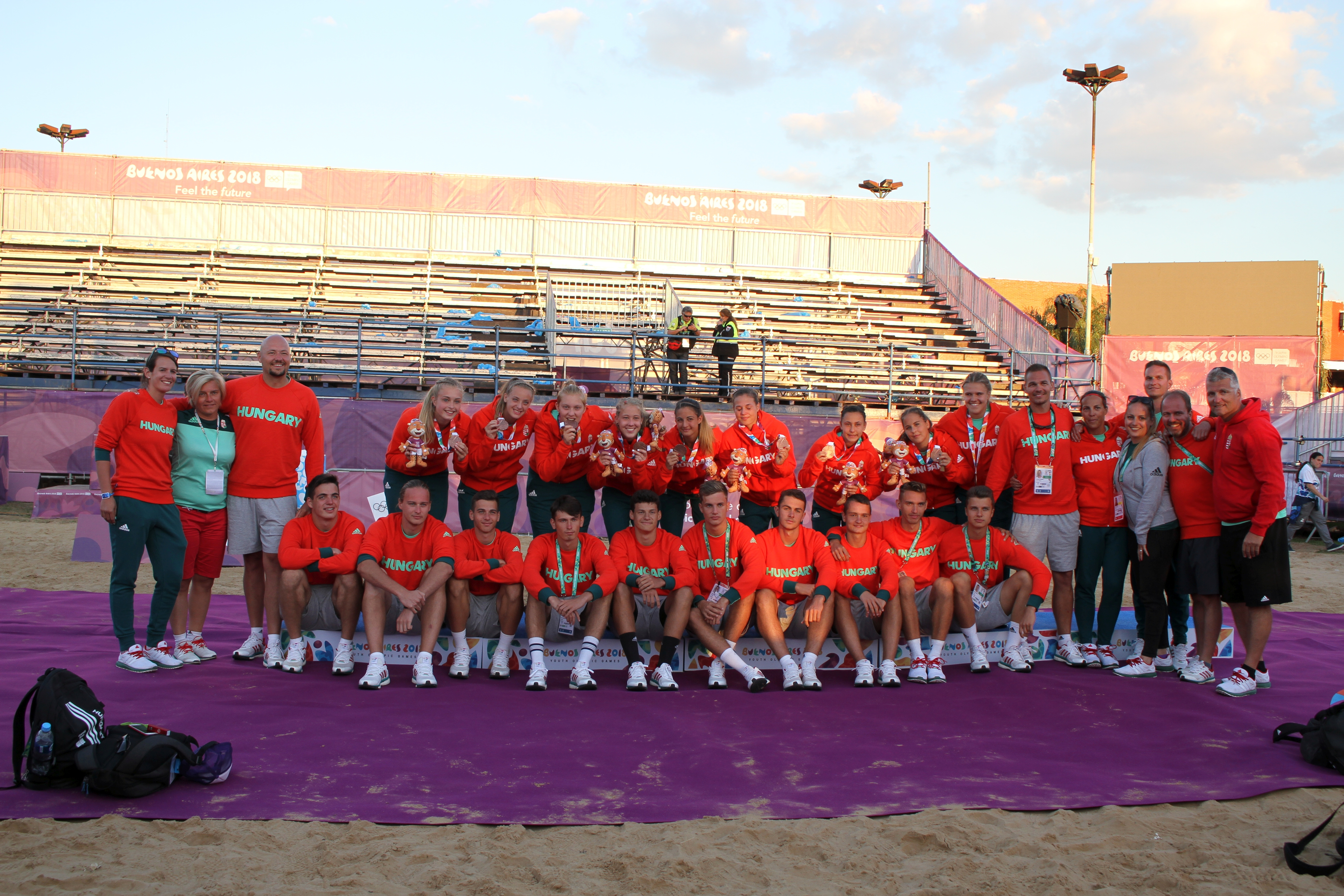
Die ungarische Delegation nach der Siegerehrung bei den Olympischen Jugendspielen 2018 in Buenos Aires

Beachhandball-Jugend-/Junioreneuropameisterschaften
- 2018

## Einzelbelege
1. ↑  Mi is érettségizünk! In: SziSe. 6. Mai 2019, abgerufen am 15. Dezember 2020 (ungarisch).
2. ↑  Felnőtt Női csapat. Abgerufen am 15. Dezember 2020.
3. ↑  KKC: KKC | KISVÁRDAI KÉZILABDA CLUB. Abgerufen am 15. Dezember 2020 (ungarisch).
4. ↑  Mátéfi Dalma a fedélzeten - MBH. 14. Mai 2025, abgerufen am 14. Mai 2025 (ungarisch).
5. ↑  European Handball Federation - 2018 Women's ECh Beach Handball 18 / Final Tournament. Abgerufen am 17. November 2020 (englisch).
6. ↑  Fredrik Hasselgren: Tyskland och Ungern ettor på EM-sanden. In: Handbollskanalen. 2. Juli 2018, abgerufen am 15. Dezember 2020 (sv-SE).
7. ↑  European champions, world champions, Olympic champions? Abgerufen am 15. Dezember 2020 (amerikanisches Englisch).
8. ↑  Host nation impress, Europeans strong | IHF. Abgerufen am 25. April 2020 (englisch).
9. ↑  A great success on the sand - Olympic News. 6. Februar 2019, abgerufen am 26. März 2020 (englisch).
10. ↑  Rousing success on the sand - Olympic News. 6. Februar 2019, abgerufen am 27. März 2020 (englisch).
11. ↑  archiv.mksz.hu. Archiviert vom Original (nicht mehr online verfügbar) am 28. November 2021; abgerufen am 15. Dezember 2020.  Info: Der Archivlink wurde automatisch eingesetzt und noch nicht geprüft. Bitte prüfe Original- und Archivlink gemäß Anleitung und entferne dann diesen Hinweis.

| Personendaten    | Personendaten                                   |
| ---------------- | ----------------------------------------------- |
| NAME             | Mátéfi, Dalma                                   |
| ALTERNATIVNAMEN  | Dalma, Mátéfi (ungarisch)                       |
| KURZBESCHREIBUNG | ungarische Handball- und Beachhandballspielerin |
| GEBURTSDATUM     | 15. September 2000                              |
| GEBURTSORT       | Szentes                                         |